# الطاقة في سويسرا
يعتبر قطاع الطاقة في سويسرا قطاعاً نموذجياُ لبلد متطور من حيث الهيئة والأهمية. وإذما استثنينا الطاقة الكهرومائية والأخشاب، فإن البلد يملك مصادر طاقة محلية ضئيلة، حيث يتم استيراد المنتجات البترولية، والغاز، والوقود النووي؛ لدرجة أن في عام 2006م فقط، قد تم تغطية 15% من احتياجات الطاقة النهائية من المصادر المحلية.
ومنذ بداية القرن العشرين تضاعف استهلاك الطاقة في سويسرا خمسة اضعاف، متجاوزا ما يقارب 170000 إلى 850000 تيرا جول في السنة. واليوم تستحوذ المواصلات على حصة الأسد البالغة (35%) من هذا الاستهلاك. هذه الزيادة التي حصلت، كانت بالتزامن مع التنمية الاقتصادية القوية والنمو السكاني. تهدف سياسة الطاقة الفدرالية إلى دعم وعود كيوتو (Kyoto) وذلك من خلال تشجيع ترشيد استخدام ألطاقة منذ عام 1990م بشكل خاص، وأيضا عن طريق تطوير مصادر طاقة متجددة، بغية خلق قطاعاً متحرراً للغاية.
أعلن المجلس الفدرالي (الاتحادي) في 25 من شهر مايو عام 2011م التخلص تدريجياً من الطاقة النووية بحلول العام 2034م، عقب الزلزال الذي ضرب اليابان في مارس عام 2011م، والحوادث النووية التي اصابت منشئات فوكوشيما.

#### الخشب

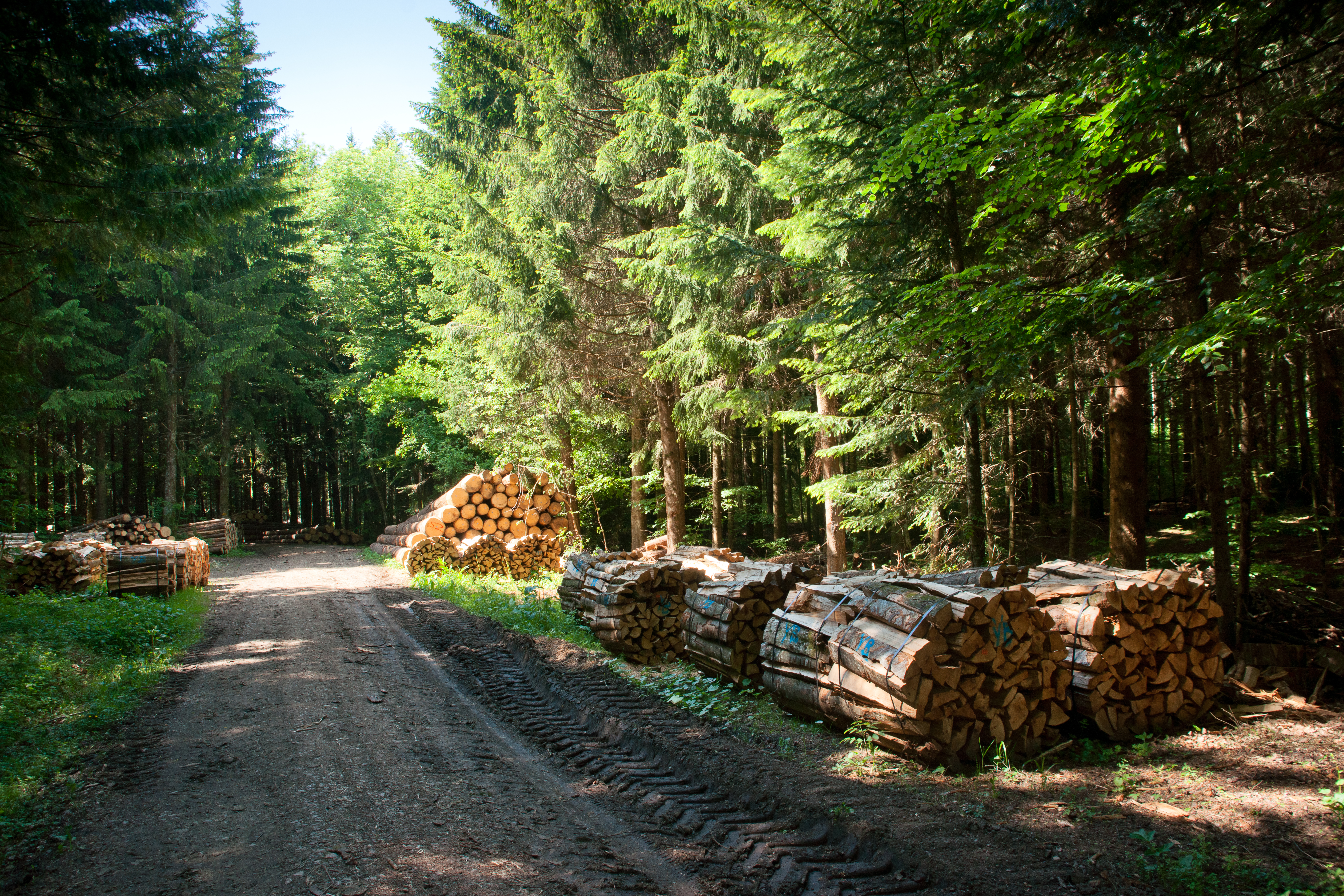
استغلال الغابات في إقليم Vaud ; حطب يستخدم للتدفئة

#### القوى الهيدروليكية

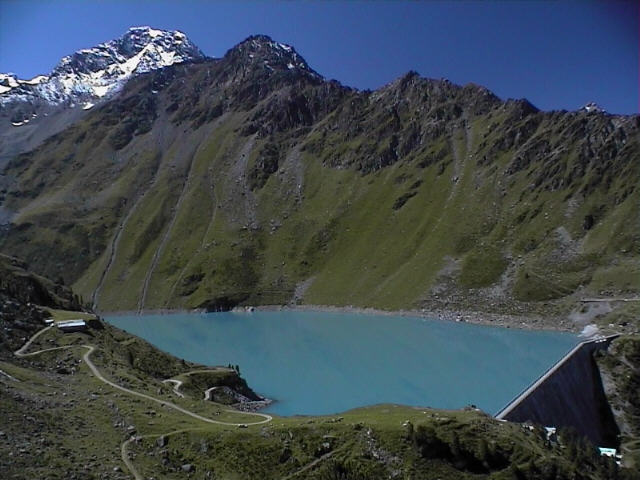
سد كلزون Cleuson في اقليم فالاي Valais

#### الفحم

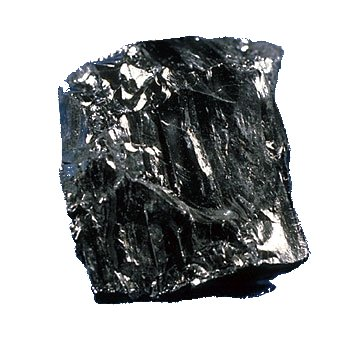
فحم

### الطاقة النووية

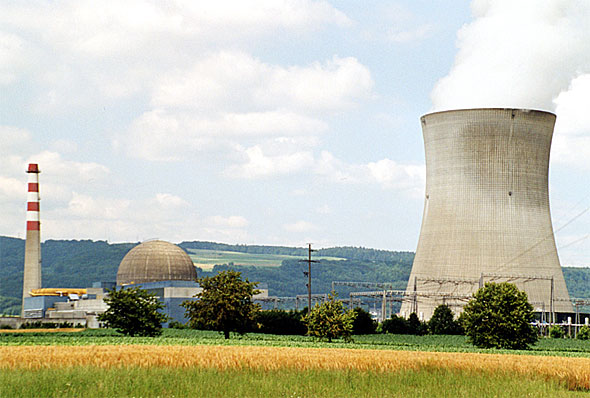
محطة ليبيستاد Leibstadt النووية

#### المنشات الكهرومائية

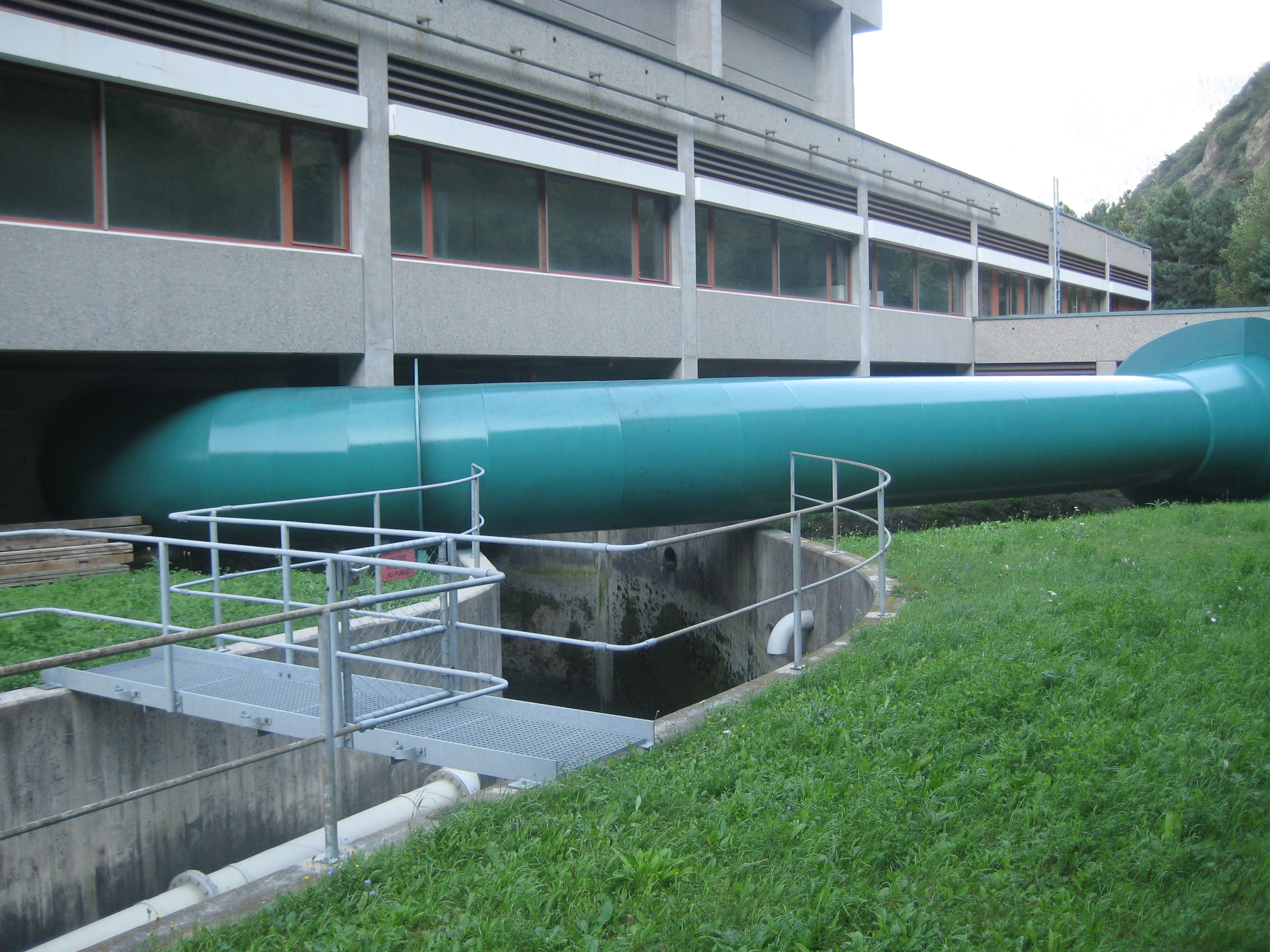
انبوب يصل مياه نهر الايموسون Émosson بمحطة مارتني Martigny الكهربائية، إقليم Valais.

#### الطلب والإنتاج

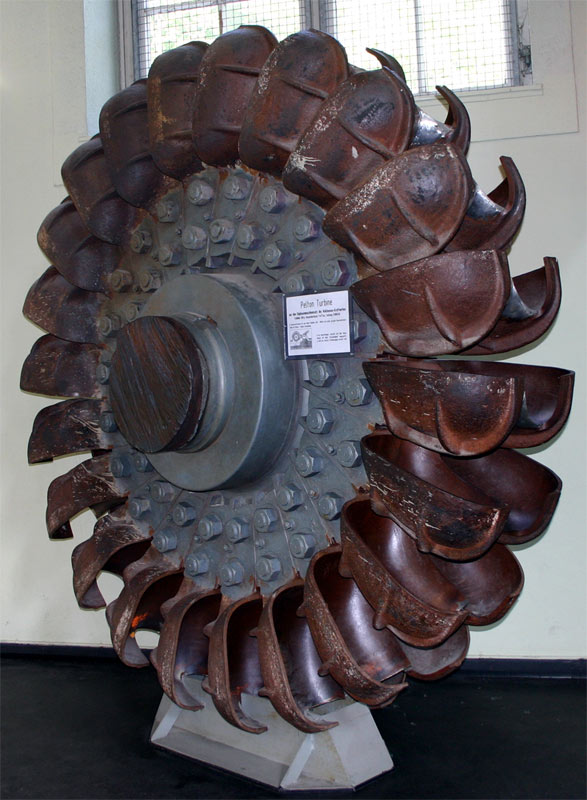
توربينة (عنفة) بيلتون ، هي نوع من العنفات الهيدروليكية المستخدمة لاعمال التجميع. تملك Grande Dixence اقوى قدرة على مستوى العالم.